# Whitman County
Whitman County ist ein County im Bundesstaat Washington der Vereinigten Staaten. Der Verwaltungssitz (County Seat) ist Colfax. Das U.S. Census Bureau hat bei der Volkszählung 2020 eine Einwohnerzahl von 47.973 ermittelt.

## Demografische Daten

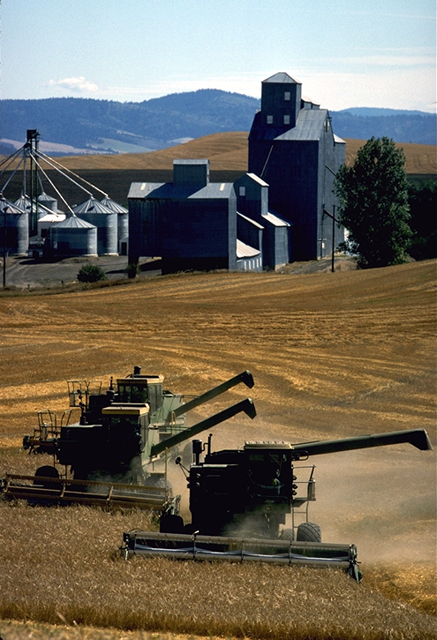
Farm im Whitman County

Nach der Volkszählung im Jahr 2000 lebten im County 40.740 Menschen. Es gab 15.257 Haushalte und 8.055 Familien. Die Bevölkerungsdichte betrug 7 Einwohner pro Quadratkilometer. Ethnisch betrachtet setzte sich die Bevölkerung zusammen aus 88,07 % Weißen, 1,53 % Afroamerikanern, 0,73 % amerikanischen Ureinwohnern, 5,55 % Asiaten, 0,27 % Bewohnern aus dem pazifischen Inselraum und 1,22 % aus anderen ethnischen Gruppen; 2,63 % stammten von zwei oder mehr ethnischen Gruppen ab. 2,99 % der Bevölkerung waren spanischer oder lateinamerikanischer Abstammung.
Von den 15.257 Haushalten hatten 24,60 % Kinder und Jugendliche unter 18 Jahre, die bei ihnen lebten. 44,20 % waren verheiratete, zusammenlebende Paare, 6,20 % waren allein erziehende Mütter. 47,20 % waren keine Familien. 29,40 % waren Singlehaushalte und in 7,10 % lebten Menschen im Alter von 65 Jahren oder darüber. Die Durchschnittshaushaltsgröße betrug 2,31 und die durchschnittliche Familiengröße lag bei 2,91 Personen.
Auf das gesamte County bezogen setzte sich die Bevölkerung zusammen aus 18,10 % Einwohnern unter 18 Jahren, 32,60 % zwischen 18 und 24 Jahren, 24,00 % zwischen 25 und 44 Jahren, 16,00 % zwischen 45 und 64 Jahren und 9,20 % waren 65 Jahre alt oder darüber. Das Durchschnittsalter betrug 25 Jahre. Auf 100 weibliche Personen kamen 102,50 männliche Personen, auf 100 Frauen im Alter ab 18 Jahren kamen statistisch 101,90 Männer.

Das jährliche Durchschnittseinkommen eines Haushalts betrug 28.584 USD, das Durchschnittseinkommen der Familien betrug 44.830 USD. Männer hatten ein Durchschnittseinkommen von 33.381 USD, Frauen 27.046 USD. Das Prokopfeinkommen betrug 15.298 USD. 25,60 % der Bevölkerung und 11,00 % der Familien lebten unterhalb der Armutsgrenze. 16,50 % davon waren unter 18 Jahre und 5,50 % waren 65 Jahre oder älter.